# Sondershausen
Sondershausen è una città tedesca nel Land della Turingia, nella valle del fiume Wipper, con 20 885 abitanti. Era stata la capitale dell'antico Principato di Schwarzburg-Sondershausen ed è il capoluogo del circondario del Kyffhäuser.

## Storia
Sondershausen nacque nell VII secolo come insediamento franco e fu citata per la prima volta in un documento del 1125. I decenni intorno al 1300 sotto il dominio degli Hohnsteiner furono decisivi per il relativo riconoscimento come città. Ne seguirono 600 anni di dominio degli Schwarzburg, che diedero alla città il tipico carattere di una residenza tedesca.
Sondershausen, residenza del principato di Schwarzburg-Sondershausen, si è sviluppata nella vallata di una regione ricca di boschi.
Numerosi edifici sono testimonianza di questo ricco passato. In una posizione dominante sulla città si trova il castello ex residenza dei conti, dal 1697 principi di Schwarzburg-Sondershausen.

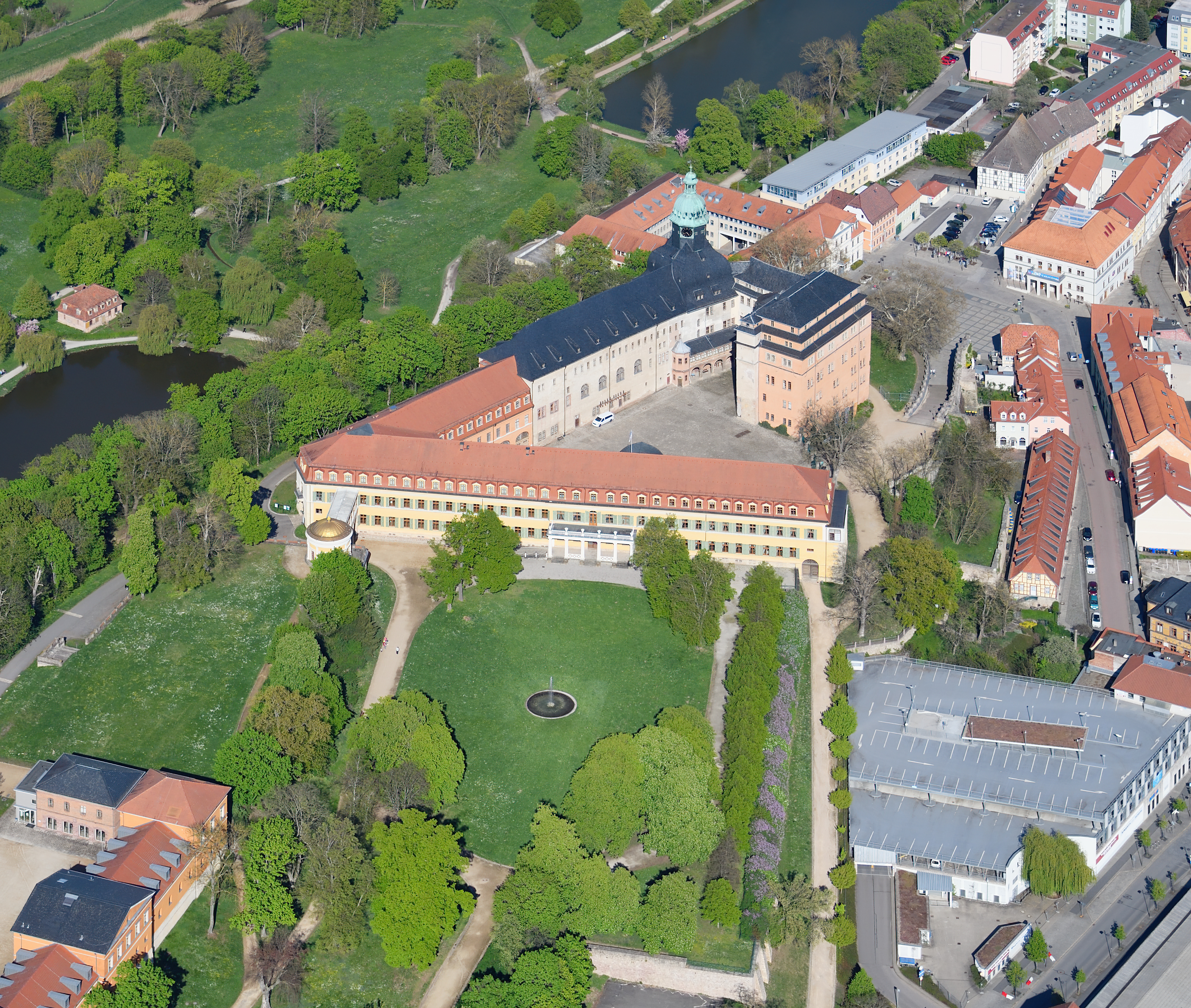
Castello di Sondershausen